# Cho Kwang-rae
Cho Kwang-rae (en coreano: 조광래, Jinju, Corea del Sur; 19 de marzo de 1954) es un exfutbolista y entrenador surcoreano que jugaba en la posición de centrocampista y que actualmente es el director ejecutivo del Daegu FC de la K League 1.

## Carrera

### Club
Inicío su carrera a nivel universitario en 1974 con el Yonsei University FC donde estuvo tres años y fue subcampeón nacional en 1974, para luego unirse al POSCO Atoms por dos años. En 1980 ficha con el ROK Army luego de ser reclutado para hacer el servicio militar, con quien juega por dos años y es campeón semiprofesional en 1980.
En 1982 ficha con el Daewoo Royals, equipo con el que participa en 44 partidos y anota tres goles, con quien logra ser campeón nacional en dos ocasiones y gana la Copa de Clubes de Asia 1985-86. Se retiraría en 1987 y es actualmente uno de los mejores centrocampistas de todos los tiempos en Corea del Sur, siendo conocido como Computer Linker por la precisión de los pases y su agilidad mental.
Fue nombrado en ocho ocasiones al equipo ideal de torneo nacional, ganó el premio al mejor jugador en 1981 y estuvo en el equipo ideal de la K League 1 en 1983.

### Selección nacional
Integró la selección nacional universitaria que participó en la FISU World University Championships de 1976 que ganó la medalla de oro en Uruguay. Con Corea del Sur jugó de 1977 a 1986, disputó 100 partidos y anotó 14 goles, aunque anotó un autogol en la Copa Mundial de Fútbol de 1986 en la derrota por 2-3 ante Italia.
También fue ganador de la medalla de oro en los Juegos Asiáticos en las ediciones de 1976 y 1986, y fue finalista de la Copa Asiática 1980.

### Entrenador
Inicío com asistente en 1987 del Daewoo Royals, compartiendo el cargo de asistente en 1992 de Corea del Sur hasta que en 1992 es entrenador oficial del Daewoo Royals, equipo al que dirige hasta 1994.
En 1995 es contratado como asistente del Suwon Samsung Bluewings por dos años. En 1999 vuelve a ser entrenador en jefe, pero esta vez del Anyang LG Cheetahs, con quien estuvo por cinco temporadas, ganó el título de la K League 1 en 2000, la Supercopa en 2001 y fue finalista de la Copa de Clubes de Asia 2001-02, además de ganar el título de entrenador del año en 2000.
En 2007 es nombrado entrenador del Gyeongnam FC con quien fue finalista de la Copa de Corea del Sur en 2008 y sale del club tras tres temporadas para hacerse cargo de la selección nacional luego de finalizado el mundial de Sudáfrica 2010, logrando alcanzar la semifinal de la Copa Asiática 2011.

## Logros

### Jugador
ROK Army
- Korean Semi-professional League (Primavera) (1): 1980[6]

Daewoo Royals
- K League 1 (2): 1984, 1987[7]
- Asian Club Championship (1): 1985–86[5]

Corea del Sur B
- FISU World University Championships (1): 1976[8]

Corea del Sur
- Asian Games (2): 1978, 1986[9]

Individual
- Korean FA Best XI (8): 1977, 1978, 1979, 1980, 1981, 1983, 1985, 1986[10][11][12][13][14][15][16][17]
- Futbolista Coreano del Año (1): 1981[14]
- K League 1 Best XI (1): 1983[18]

### Entrenador
Anyang LG Cheetahs
- K League 1 (1): 2000[7]
- Supercopa de Corea (1): 2001[3]

Individual
- Entrenador del Año de la K League 1 (1): 2000[19]